# Sídima
Sídima (em grego: Σίδυμα; romaniz.: Sidyma) foi uma cidade da antiga Lícia, agora conhecida como a pequena vila de Dudurga Açari na província de Muğla, na Turquia. Localiza-se no sopé sul do Monte Crago, no noroeste da boca do rio Xanto.

## História
Sídima, a atual Dudurga Atari em Mugla, estava situada no sopé sul do monte Crago, no noroeste da boca do rio Xanto. Foi citada no século I a.C. por Alexandre, o Polímata, e depois por Plínio, o Velho, Estêvão de Bizâncio, o Sinecdemo e a Notícia dos Bispados. Os seus restos sobreviventes são do tempo do Império Romano, quando foi uma cidade modesta, mas sem relevância. Não há quaisquer inscrições lícias, mas seu nome parece ter uma origem anterior à greco-romana. Acima das ruínas atuais, que localizam-se num vale, está um muro que pode indicar a existência sobre a colina de uma cidade da qual não restam vestígios. A única moeda de Sídima encontrada é do tipo da Liga Lícia. Suas ruínas, no alto da encosta sul do Crago, foram descobertas pela primeira vez por Charles Fellows, que as descreveu como consistindo principalmente de tumbas esplendidamente construídas, repletas de inscrições gregas. A própria cidade, disse ele, parecia ter sido muito pequena, e o teatro, a ágora e os templos eram de tamanho diminuto, mas de grande beleza.

## História eclesiástica
Sídima tornou-se bispado cristão, sufragâneo da sé metropolitana de Mira, a capital da província da Lícia. O bispo de Sídima ficou em décimo lugar sob o metropolita de Mira. Quatro de seus bispos são conhecidos: Eustácio, que esteve presente no Concílio de Selêucia de 359; Hipácio, que assinou a cartas dos bispos lícios ao imperador Leão I, o Trácio (r. 457–474); Zemarco, que esteve nos concílios de Constantinopla em 680 e 692; e Nicodemo em Niceia em 787. A sé foi mencionado no Notícia dos Bispados até o século XIII. Atualmente não é mais um bispado residencial, estando listada pela Igreja Católica como um bispado titular latino desde o século XIX. Atualmente se encontra vacante. Os seus bispos titulares foram:
- Adam Kłokocki (nomeado 22 de setembro de 1795)
- Antonio (Andon) Missirli (nomeado 18 de março de 1808)
- Pierre-Flavien Turgeon (nomeado 28 de fevereiro de 1834)
- Josef Freusberg (nomeado 7 de abril de 1854)
- Theophile Meerschaert (nomeado 2 de junho de 1891)
- Ján Ivánkovits (nomeado 11 de dezembro de 1905)
- Paul Léon Cornelius Montaigne (nomeado 18 de dezembro de 1924)
- Michele Federici (nomeado 22 de setembro de 1962)
- Karl (Charles) Reiterer, (nomeado 9 de fevereiro de 1967)